# Kap Kløvstad
Das Kap Kløvstad (auch in der orthographisch falschen Schreibweise Klap Klövstad bekannt) ist ein schroffes Felsenkap am Kopfende der Robertson Bay an der Pennell-Küste des ostantarktischen Viktorialands. Es liegt zwischen der Colbeck Bay im Westen und der Protection Cove im Osten.
Teilnehmer der britischen Southern-Cross-Expedition (1898–1900) unter der Leitung des norwegischen Polarforschers Carsten Egeberg Borchgrevink karten es erstmals. Borchgrevink benannte es nach Herluf Kløvstad (1868–1900), dem norwegischen Arzt der Forschungsreise, der kurze Zeit nach der Rückkehr aus der Antarktis an Typhus starb.